# Satan en prison
Satan en prison és un curtmetratge mut francès del 1907 dirigit per Georges Méliès. La pel·lícula explica la història d'un home empresonat (interpretat pel mateix Méliès) que resulta ser el Diable disfressat.

## Trama
La pel·lícula presenta a Méliès en una habitació destinada a ser una cel·la i troba maneres de curar el seu avorriment fent trucs, com ara desaparèixer i aparèixer màgicament marcs de fotos i aparèixer sobtadament xemeneies i taules amb vi. Cap al final de la pel·lícula apareix com Satanàs i enganya els seus guàrdies desapareixent en un llençol.

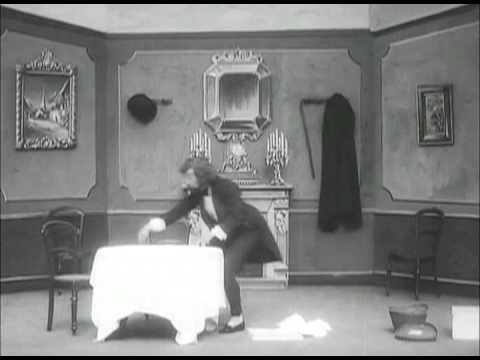
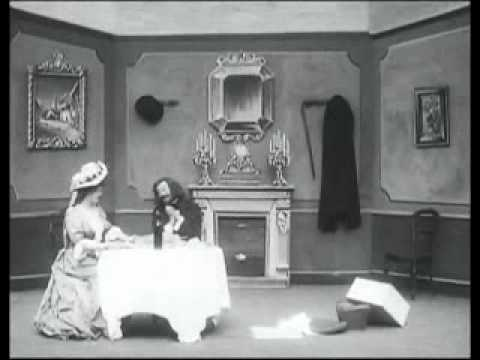
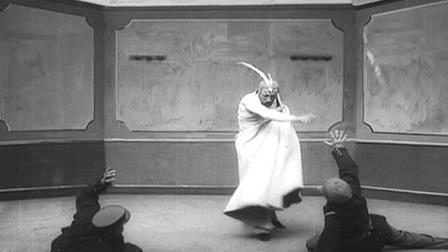

## Producció i llançament
Méliès, que havia començat la seva carrera com a mag escènic d'èxit, sovint presentava el Diable a les seves pel·lícules, aprofitant les possibilitats del personatge com a creador d'estranys esdeveniments màgics. A Satan en prison, com era la seva pràctica habitual, el mateix Méliès apareix com el Diable.
Els efectes especials de la pel·lícula es van crear amb pirotècnia i escamoteig. Méliès va filmar una versió ampliada de la mateixa idea, amb molts dels mateixos accessoris però amb més personatges i una narració més elaborada, dos anys més tard com Le Locataire diabolique. Satan en prison va ser venut per la Star Film Company de Méliès i numerat 1010–1013 als seus catàlegs.